# Eduarda Magalhães
Pour les articles homonymes, voir Magalhães.
Eduarda Maria Nicolau Silvestre Magalhães est une femme politique angolaise. 
Magalhães est licenciée en sciences de l'éducation.
Membre du Mouvement populaire de libération de l'Angola (MPLA), elle est élue députée de l'Angola pour la province de Benguela depuis le 28 septembre 2017,,,,.